# 镍(III)酸钕
镍(III)酸钕是一种无机化合物，化学式为NdNiO3，其中镍为+3价。它可通过热解硝酸镍和硝酸钕的混合物制得。它在高温（950 °C）氮气中按下式分解：
4 NdNiO3 → 2 Nd2NiO4 + 2 NiO + O2
它在160 °C可以被氢化钠还原为一价镍化合物NdNiO2。